# Panthera combaszoe
Panthera combaszoe là một loài nguyên thủy thuộc chi Panthera (chi Báo), hiện nay đã bị tuyệt chủng.